# Martinet à plastron blanc
Cypseloides lemosi
Espèce
Statut de conservation UICN

 LC  : Préoccupation mineure
Le Martinet à plastron blanc (Cypseloides lemosi) est une espèce d'oiseaux de la famille des Apodidae.

## Répartition
Cet oiseau vit en Colombie, en Équateur et probablement au Pérou. Il fréquente les collines de 350 à 1600 m d'altitude.